# Gustav Franz Käferstein
Gustav Franz Käferstein (* 11. September 1797 in Penig; † 23. Januar 1881 in Glauchau) war ein sächsischer Papiermüller, Gutsbesitzer und Landtagsabgeordneter.

## Leben und Wirken
Er entstammte der Papiermüller-Familie Keferstein bzw. Käferstein, die sich im Gebiet der heutigen Länder Sachsen, Sachsen-Anhalt und Thüringen ab dem 16. Jahrhundert verbreitet hatte und dort zahlreiche Papiermühlen besaß. Die Papiermühle von Christian August Käferstein († 1805) in Penig wurde nach dessen Tod von der Witwe Johanna Marie Käferstein geb. Mönch (1763–1834) weitergeführt. Am 15. Januar 1823 verkauften sie und die restlichen Erben die Papiermühle Penig für 3000 Taler an Gustav Franz Käferstein. Nachdem der Papierhändler Ferdinand Traugott Flinsch bereits als Teilhaber in eingestiegen war, veräußerte Käferstein am 30. Juni 1836 den gesamten Betrieb an ihn. Im Gegenzug erwarb er von Carl Friedrich August Hahn die Papiermühle in Niederlungwitz, die er 1843 an seinen Neffen Karl Ludwig Käferstein verkaufte, an den er diese Papiermühle vorher schon verpachtet hatte.
In den nachfolgenden Jahren erwarb er verschiedene Güter u. a. das Rittergut Niedermosel in Mosel und das Schweizergut in Jerisau. Ab 1852 war er zudem Erb-, Lehn- und Gerichtsherr auf dem Rittergut Halsbach bei Freiberg. Der II. Kammer des Sächsischen Landtags gehörte er 1833/1834 als Vertreter des 2. städtischen Wahlkreises und von 1851 bis 1855 als Vertreter des 19. bäuerlichen Wahlkreises an.
1832 wurde Käferstein in die Freimaurerloge Harmonie in Chemnitz aufgenommen; er war später Mitbegründer der Loge Zur Verschwisterung der Menschheit in Glauchau.
Seit 1823 war er mit Johanne Christiane Eleonore geb. Weber (1806–1887) verheiratet. Er starb in Glauchau und wurde an der Kirchmauer im Stadtteil Jerisau beigesetzt. Sein Sohn Eugen Käferstein (1835–1875) übernahm das Gut Halsbach und war von 1871 bis zu seinem Tod ebenfalls Landtagsabgeordneter. Seine Tochter Agnes Florentine Käferstein (1826–1900) heiratete 1844 den Mühlenbaumeister und Mühlenbesitzer Heinrich-Carl Hedrich in Glauchau.